# Маркова (Тюменская область)
Маркова — деревня в Упоровском районе Тюменской области России. Входит в состав Видоновского сельского поселения.

## География
Деревня находится на юго-западе Тюменской области, в пределах юго-западной части Западно-Сибирской низменности, в лесостепной зоне.Расположена на речке Кизак. Расстояние до села Масали 5 км, села Емуртлы 9 км, районного центра села Упорово 32 км, города Заводоуковска 78 км, областного центра города Тюмени 172 км.

### Климат
Климат континентальный с холодной продолжительной зимой и тёплым относительно коротким летом. Средняя температура воздуха самого холодного месяца (января) — −18,7 °C (абсолютный минимум — −47,3 °C); самого тёплого месяца (июля) — 18 °C (абсолютный максимум — 38,4 °С). Безморозный период длится в среднем 111 дней. Среднегодовое количество атмосферных осадков составляет 181—469 мм, из которых 70 % выпадает в тёплый период. Продолжительность залегания снежного покрова составляет в среднем 164 дня.

### Часовой пояс
Деревня Маркова, как и вся Тюменская область, находится в часовой зоне МСК+2. Смещение применяемого времени относительно UTC составляет +5:00.

## История
Деревня Маркова образована в 1853 году. В 1853 году по указу Тобольской Казенной Палаты была выделена земля для переселенцев из Орловской губернии. Вновь образованную деревню Маркова назвали по фамилии первых поселенцев Марковых.
- С 1853 года входила в состав Емуртлинской волости, с 1919 в составе Слободчиковского сельсовета, с 1934 - Масальского, с 1954 - Слободчиковского, с 1961 года в составе Видоновского сельсовета.[3][6]
- Деревня Маркова относилась к приходу Христорождественской церкви села села Емуртлинского.[7]
- В 1912 году в Марковой были: хлебозапасной магазин, одна ветряная мельница и одна водяная мельница.[8]

## Население
| 1897 | 1926 | 1989. | 2002 | 2010 | 2021 |
| 170  | 269  | 120   | 133  | 142  | 156  |

| 2010 |
| ---- |
| 142  |

### Половой состав
По данным Всероссийской переписи населения 2010 года в половой структуре населения мужчины составляли 50,7 %, женщины — соответственно 49,3 %.

### Национальный состав
Согласно результатам переписи 2002 года, в национальной структуре населения русские составляли 92 % из 133 чел.

## Галерея

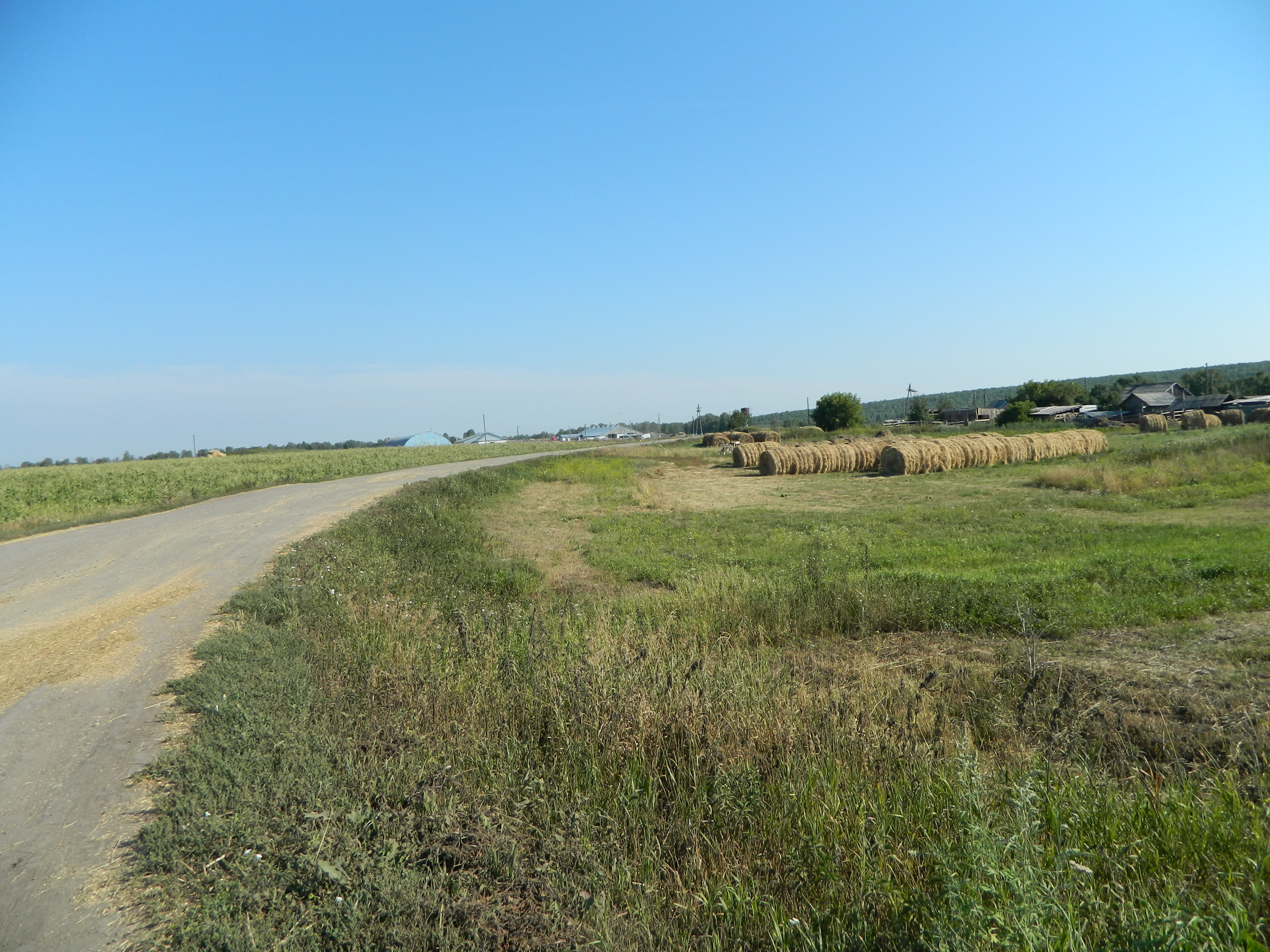
Въезд в д. Маркова
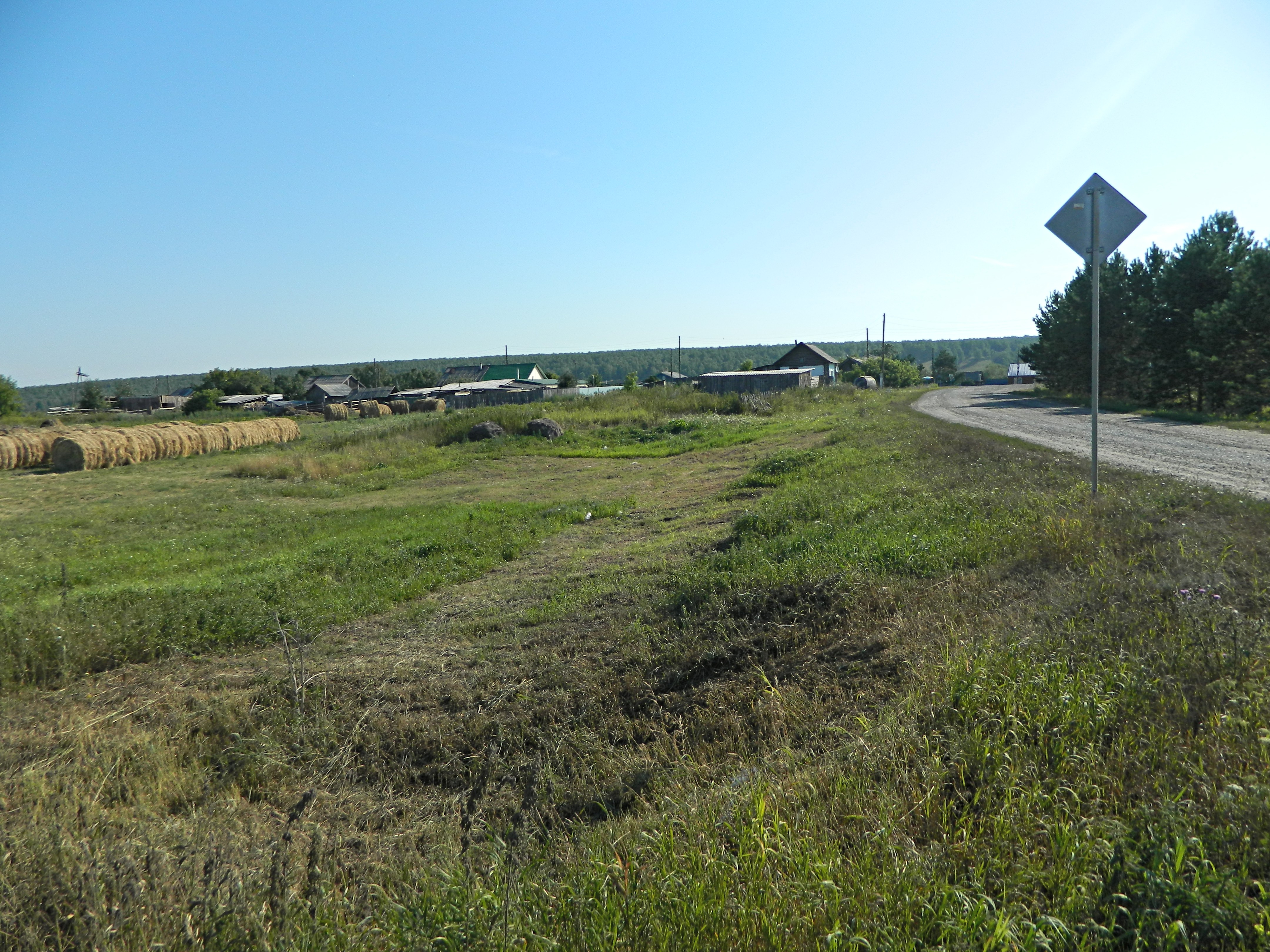
Въезд в д. Маркова
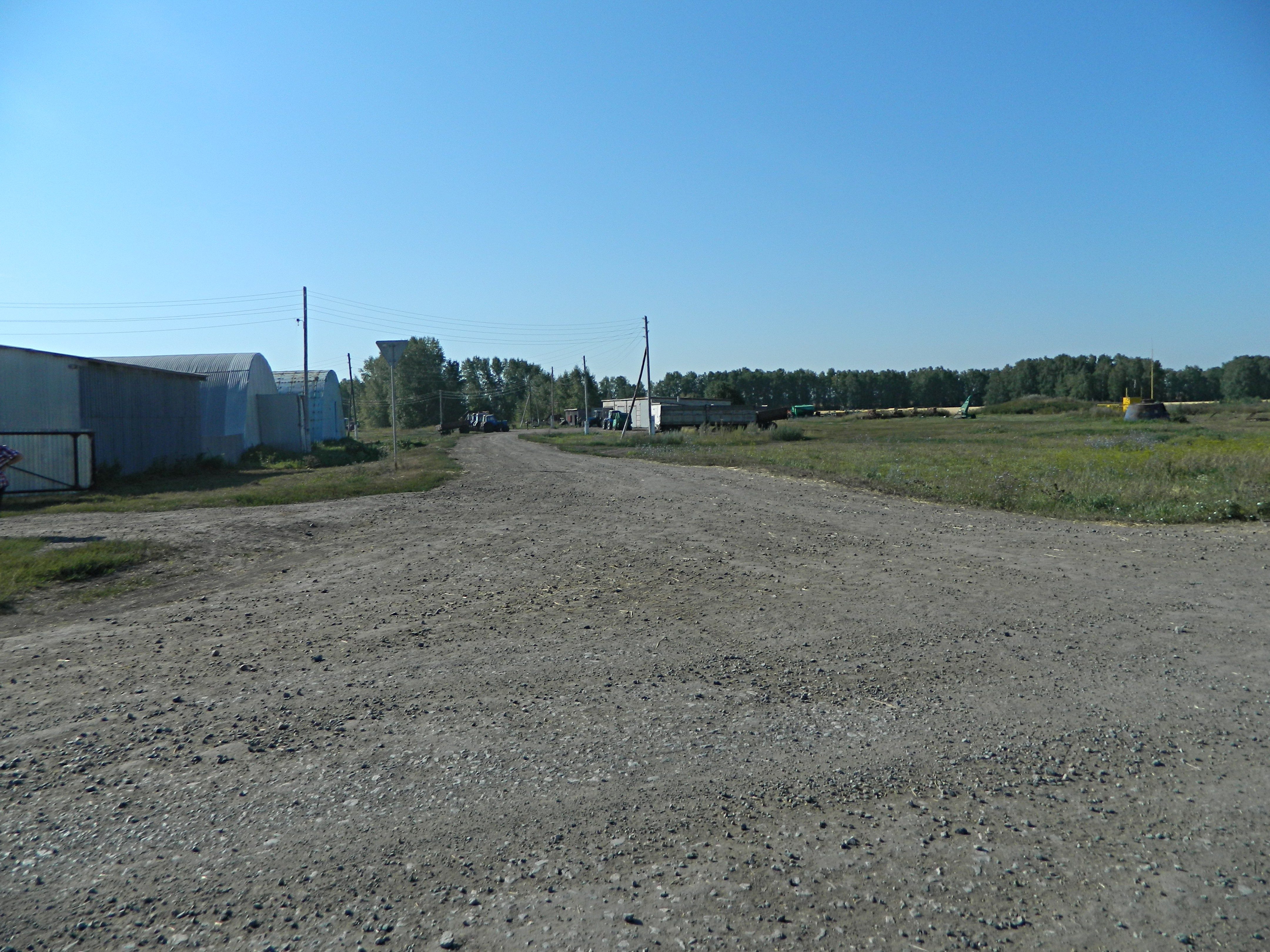
Маркова, Упоровский район
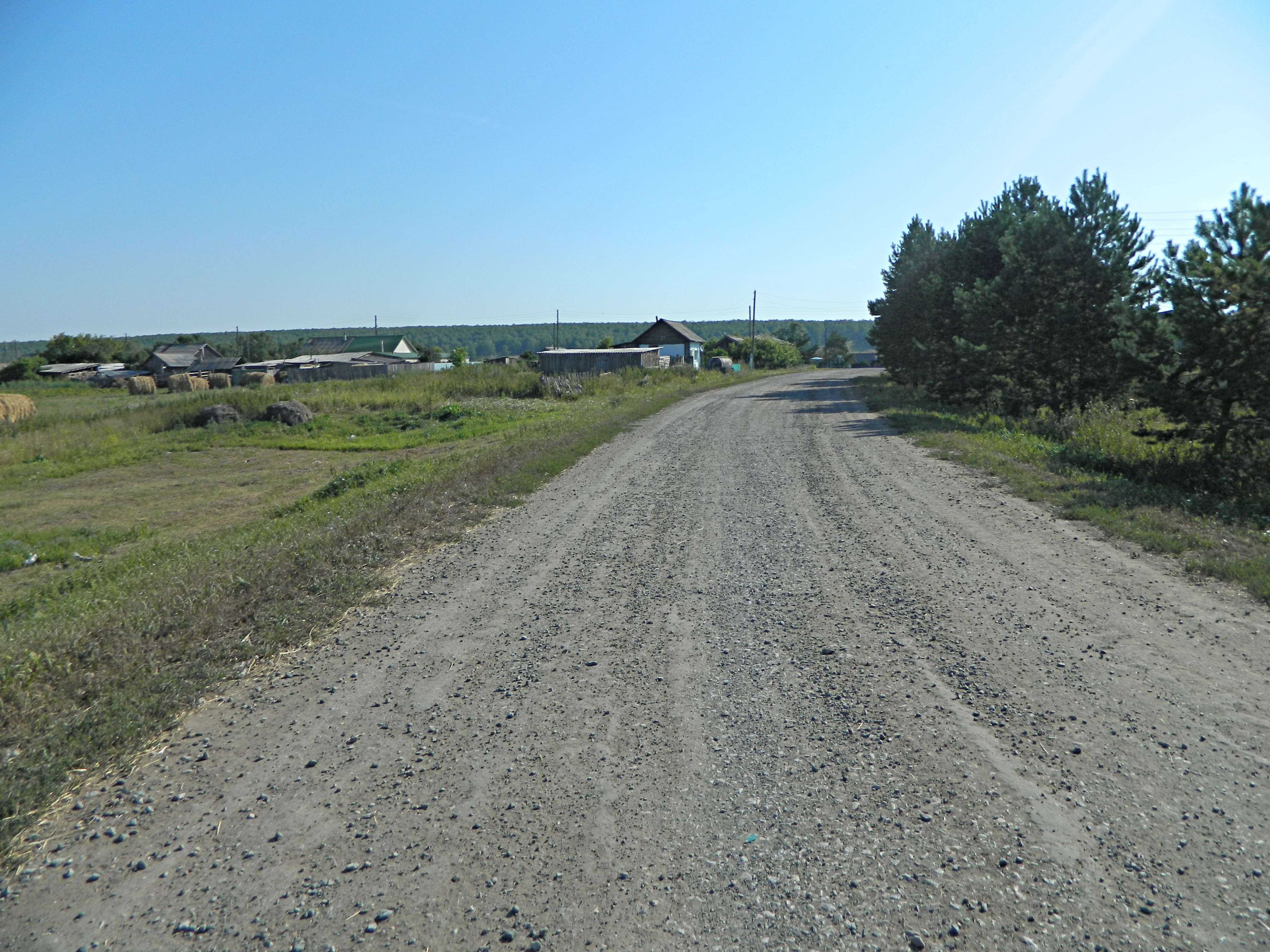
Маркова, Упоровский район
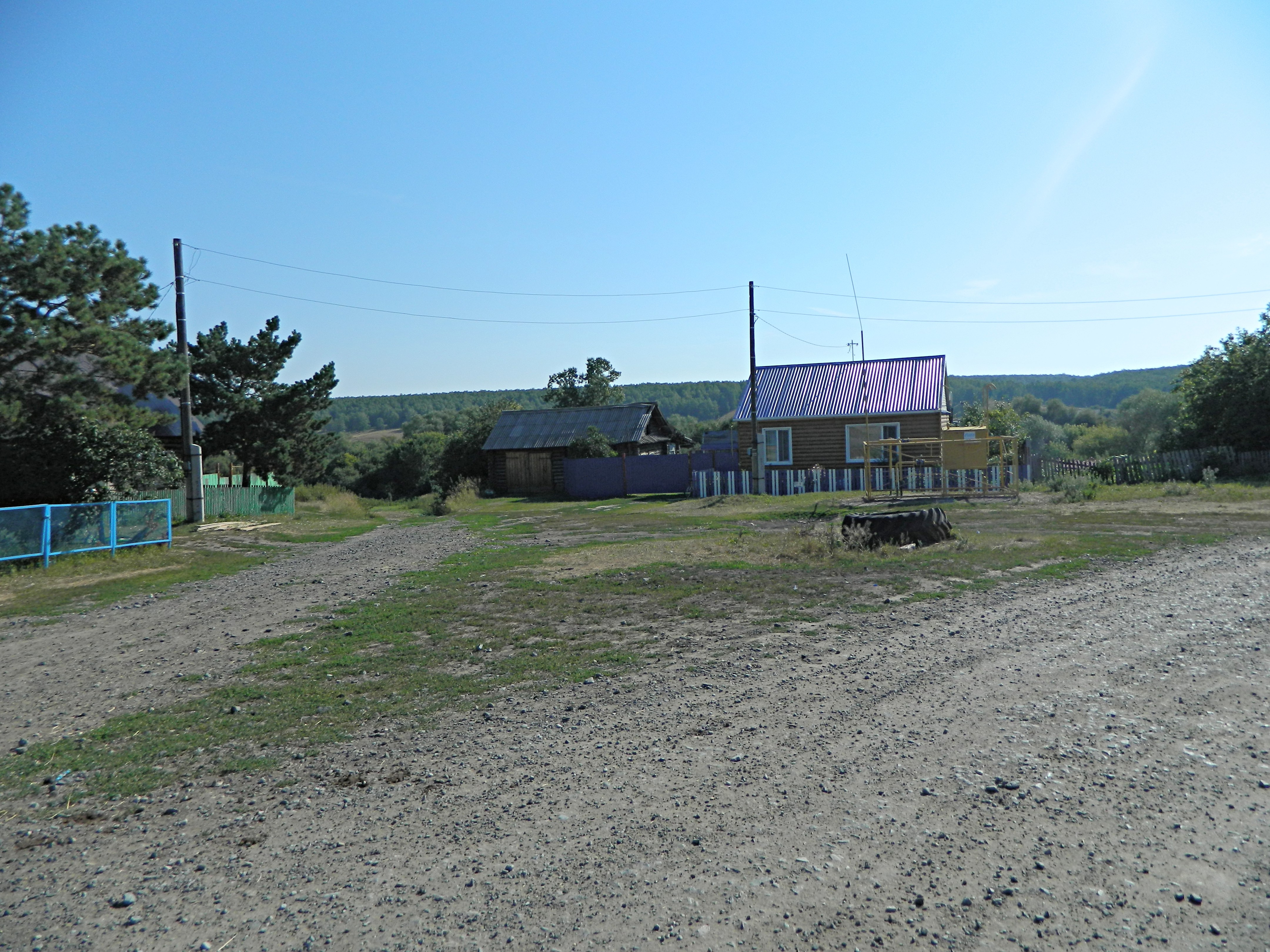
Маркова, Упоровский район
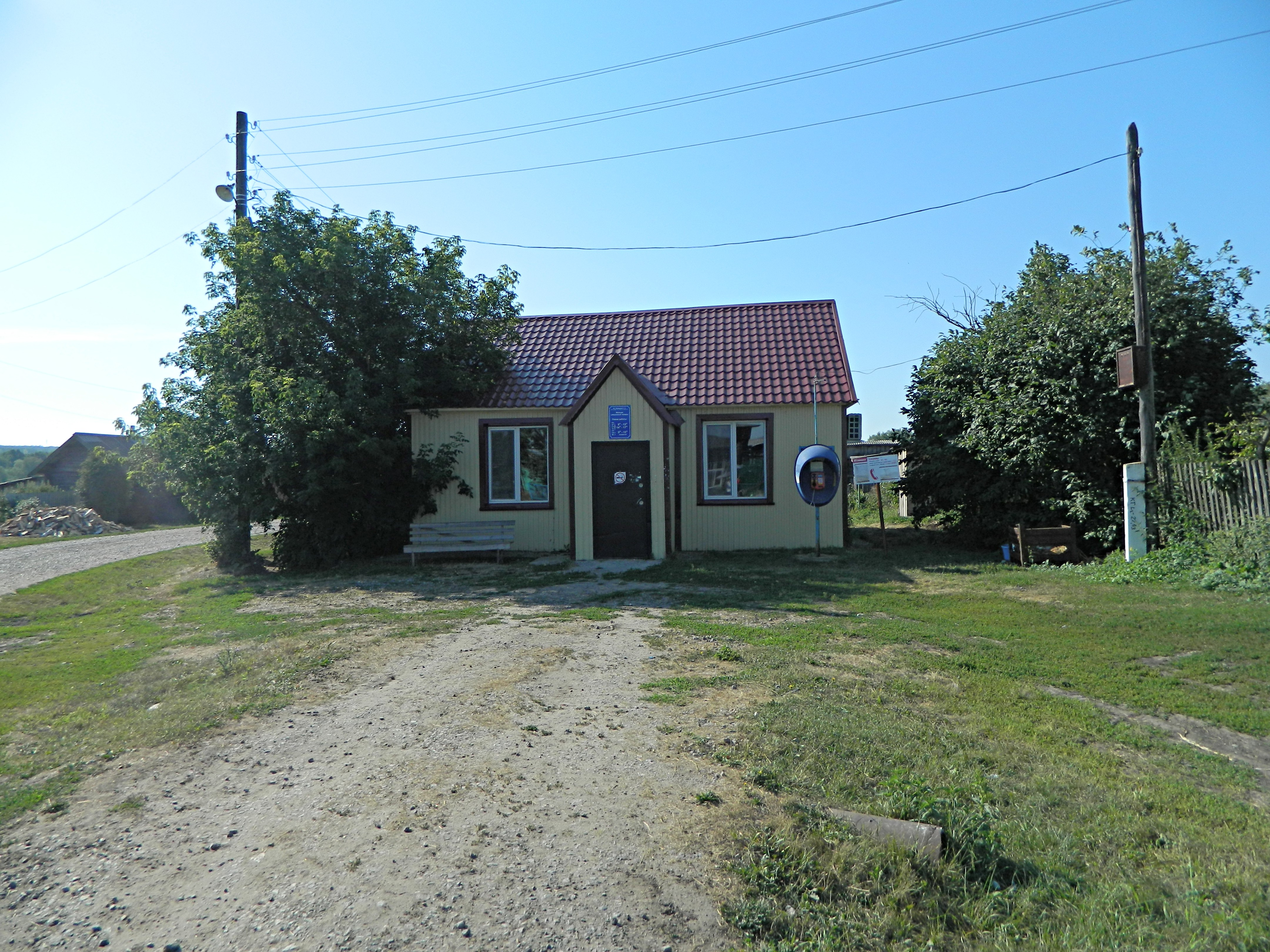
Маркова, Упоровский район
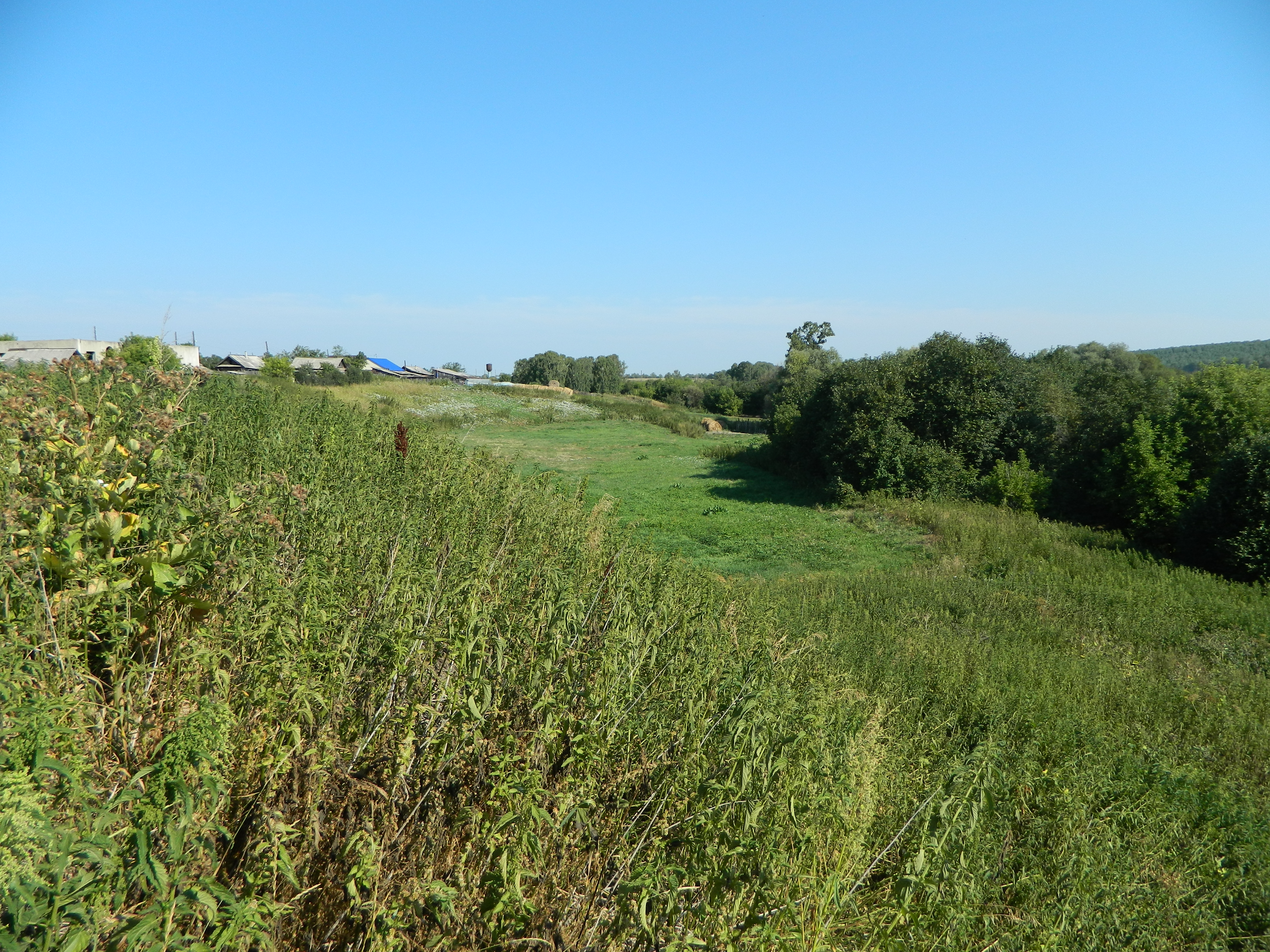
Маркова, Упоровский район